# سیارک ۴۲۸۱
سیارک ۴۲۸۱ (به انگلیسی: 4281 Pounds، نامگذاری:1985TE1) چهار هزار و دویست و هشتاد و یکمین سیارک کشف شده‌است که در ۱۵ اکتبر ۱۹۸۵ کشف شد.
قدر مطلق سیارک برابر ۱۳٫۶۰ است.